# Gymnophthalmus
Genre
Gymnophthalmus est un genre de sauriens de la famille des Gymnophthalmidae.

## Répartition
Les 8 espèces de ce genre se rencontrent dans le nord de l'Amérique du Sud, aux Petites Antilles et en Amérique centrale.

## Description
Ce sont des reptiles diurnes et ovipares assez petits, aux pattes petites voire atrophiées. Certaines espèces sont parthénogeniques ou présentent un mode de reproduction à la fois sexué et parthénogénétique.

## Liste des espèces
Selon The Reptile Database (9 novembre 2017) :
- Gymnophthalmus cryptus Hoogmoed, Cole & Ayarzaguena, 1992
- Gymnophthalmus leucomystax Vanzolini & Carvalho, 1991
- Gymnophthalmus lineatus (Linnaeus, 1758)
- Gymnophthalmus marconaterai García-Pérez & Schargel, 2017[3]
- Gymnophthalmus pleei Bocourt, 1881
- Gymnophthalmus speciosus (Hallowell, 1861)
- Gymnophthalmus underwoodi Grant, 1958
- Gymnophthalmus vanzoi Carvalho, 1999

## Publication originale
- Merrem, 1820 : Versuch eines Systems der Amphibien I (Tentamen Systematis Amphibiorum). J. C. Krieger, Marburg, p. 1-191 (texte intégral).